# یواس‌اس بانکر هیل (سی وی - ۱۷)

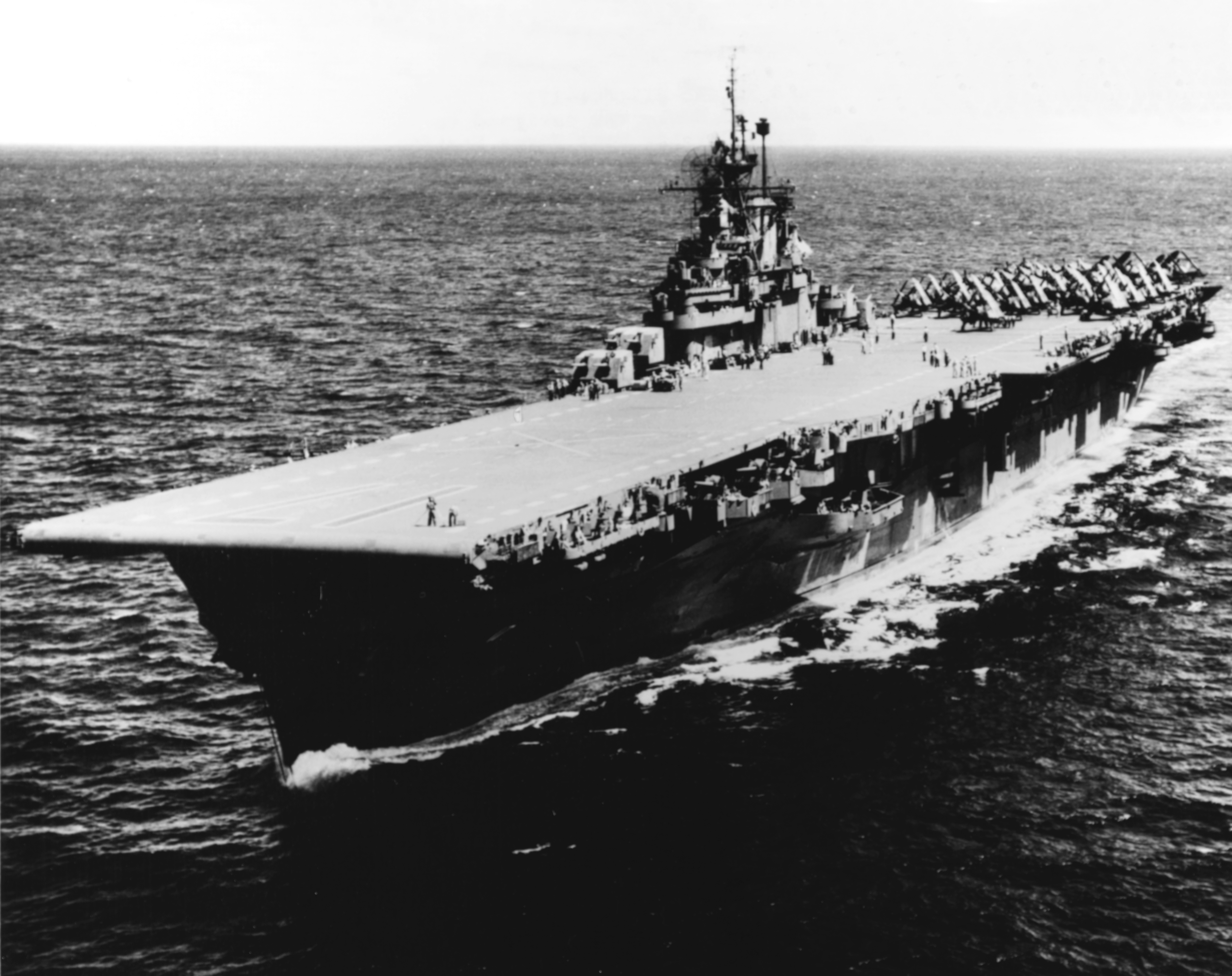
یواس‌اس بانکر هیل (سی وی - ۱۷) در سال ۱۹۴۵

یواس‌اس بانکر هیل (CV/CVA/CVS-17, AVT-9) یکی از ۲۴ هواپیمابری بود که نیروی دریایی ایالات متحده در جنگ جهانی دوم ساخت. این کشتی که دومین کشتی ست که چنین نامی دارد، به افتخار نبرد بانکر هیل نامگذاری شد. این کشتی در عملیاتهای متعددی در جبهه اقیانوس آرام جنگ جهانی دوم شرکت کرد و ۱۱ ستاره نبرد و برنده شد. در مه ۱۹۴۵ با حملات کامیکازه ژاپنیها شدیداً آسیب دید و صدها تن از خدمه اش تلف شدند.